# مقتل أم فهد
غفران مهدي سوادي " أم فهد" (1996 - 26 أبريل 2024) هي شخصية عراقية على تيك توك ومؤثرة على الإنترنت.
نشرت أم فهد مقاطع فيديو على تيك توك وإنستغرام، غالبًا ما كانت ترقص على أنغام الموسيقى. اعتبر القضاء العراقي بعض هذه المقاطع غير لائقة، وحُكم عليها بالسجن ستة أشهر بتهمة "إنتاج ونشر العديد من الأفلام ومقاطع الفيديو التي تحتوي على لغة بذيئة وغير لائقة، وتنتهك الآداب العامة والأخلاق، وفقًا لقانون العقوبات العراقي. حظرت القوانين العراقية بعض مقاطع الفيديو التي تحتوي على ما اعتبرته سلطات البلاد أشياء تنتهك الآداب العامة والأخلاق، بما في ذلك اللغة البذيئة أو غير اللائقة.

## موتها
قُتلت أم فهد في 26 أبريل/نيسان 2024، برصاصة في سيارتها الكاديلاك إسكاليد خارج منزلها في زيونة، شرقي بغداد، على يد مسلح على دراجة نارية، مما أسفر عن إصابة صديقتها أيضًا. كانت تبلغ من العمر 27 عامًا. وقد التقطت كاميرا مراقبة مقطع فيديو لمقتلها. وأكد مصدر في شرطة بغداد صحة الفيديو، الذي تبلغ مدته 44 ثانية. وأعلن وزير الداخلية العراقي أنه سيتم فتح تحقيق في وفاتها.
كان موتها واحدًا من سلسلة من الوفيات العنيفة لمؤثري وسائل التواصل الاجتماعي في العراق، بما في ذلك وفاة نور الصفار (نور بي إم) في سبتمبر/أيلول 2023.